# Могильовська губернія

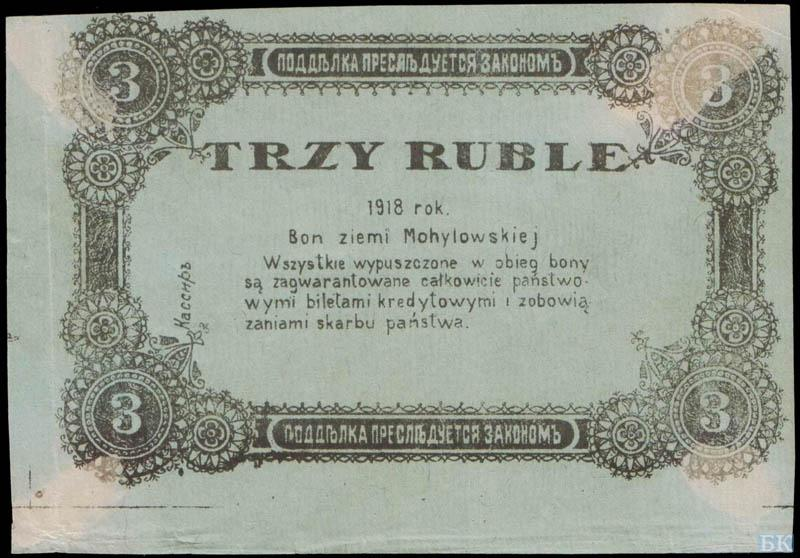
3 рублі Могильовської губернії 1918 р. із написом польською мовою

Могильовська губернія (або Могилівська губернія, рос. Могилёвская губерния) — губернія, адміністративно-територіальна одиниця на заході Російської імперії.

## Історія
Утворена в 1772 після першого поділу Речі Посполитої з частини білоруських територій, що відійшли до Росії (північна частина увійшла до складу Псковської губернії). Спочатку до складу Могилівської губернії входили Могилівська, Мстиславльська, Оршанська й Рогачевська провінції.
У 1777 розділена на 12 повітів.
У 1778 губернія перетворена на Могильовське намісництво
У 1796 намісництво перетоворене на Білоруську губернію.
У 1802 Білоруська губернія перетворена на Могильовську губернію в складі колишніх 12 повітів.
З вересня 1917 губернія була віднесена до Західної області, у 1918 — до Західної Комуни, а із січня 1919 — до БРСР у складі РРФСР,  а з лютого — до РРФСР. Вже 11 липня 1919 р. Могильовська губернія скасована, а 9 її повітів увійшли до Гомельської губернії, Мстиславський повіт переданий Смоленській губернії, а Сенненський повіт — Вітебській губернії.
У 1938 із центром у місті Могильові утворена Могильовська область.

## Адміністративно-територіальний поділ
До складу Могильовської губернії вхоили 12 повітів: Бабиновичский (скасований в 1840 р.), Білицький повіт (у 1852 р. перейменований у Гомельський), Клімовичський, Кописький повіт (у 1861 р. перейменований у Горецький), Могилівський, Мстиславський, Оршанський, Рогачовський, Сененський, Старобихівський повіт (у 1852 р. перейменований у Бихівський), Чауський, Черіковський. І вже наприкінці XIX — початку XX ст.ст. до складу губернії входило 11 повітів:

### У 1772—1777р. входили провінції
- Могильовська
- Мстиславська
- Оршанська
- Рогачівська

### У 1801—1917р. входили повіти
- Оршанський
- Бабиновицький
- Білицький
- Клімовицький
- Кописький
- Могильовський
- Мстиславський
- Рогачьовський
- Сенненський
- Старабихівський (Бихівський)
- Чауський
- Черіковський

| №  | Повіт         | Повітове місто                | Площа, верст² | Населення (1897), осіб |
| -- | ------------- | ----------------------------- | ------------- | ---------------------- |
| 1  | Бихівський    | Бихів (6 381 осіб)            | 4 105,8       | 124 820                |
| 2  | Гомельський   | Гомель (36 775 осіб)          | 4 719,4       | 224 723                |
| 3  | Горецький     | Горки (Білорусь) (6 735 осіб) | 2 487,0       | 122 559                |
| 4  | Клімовичський | Климовичі (4 714 осіб)        | 3 711,4       | 143 287                |
| 5  | Могильовський | Могильов (43 119 осіб)        | 3 009,9       | 155 740                |
| 6  | Мстиславський | Мстиславль (8 514 осіб)       | 2 220,4       | 103 300                |
| 7  | Оршанський    | Орша (13 061 осіб)            | 4 813,9       | 187 068                |
| 8  | Рогачовський  | Рогачов (9 038 осіб)          | 6 546,1       | 224 652                |
| 9  | Сєненський    | Сєнно (4 100 осіб)            | 4 268,8       | 161 652                |
| 10 | Чауський      | Чауси (4 960 осіб)            | 2 168,0       | 88 686                 |
| 11 | Чериковський  | Чериков (5 249 осіб)          | 4 083,9       | 150 277                |

## Населення

«Мапа народонаселення Могилівської губернії за віросповіданнями» Олександра Ріттіха, 1864 рік

Національний склад у 1897 р.:
| Повіт             | білоруси | євреї  | росіяни | поляки | латиші |
| ----------------- | -------- | ------ | ------- | ------ | ------ |
| Губернія у цілому | 82,4 %   | 12,1 % | 3,4 %   | 1,0 %  | …      |
| Бихівський        | 88,2 %   | 9,1 %  | …       | …      | …      |
| Гомельський       | 74,1 %   | 14,4 % | 9,7 %   | 1,0 %  | …      |
| Горецький         | 85,4 %   | 13,1 % | …       | …      | …      |
| Клімовичський     | 82,6 %   | 10,8 % | 5,4 %   | …      | …      |
| Могильовський     | 69,9 %   | 21,9 % | 5,6 %   | 1,5 %  | …      |
| Мстиславський     | 81,5 %   | 16,1 % | 1,4 %   | …      | …      |
| Оршанський        | 79,9 %   | 12,1 % | 2,6 %   | 1,8 %  | 2,0 %  |
| Рогачовський      | 86,9 %   | 9,7 %  | 2,0 %   | 1,1 %  | …      |
| Сенненский        | 85,6 %   | 7,8 %  | 3,4 %   | 2,4 %  | …      |
| Чауський          | 89,6 %   | 8,3 %  | …       | …      | …      |
| Черіковський      | 89,6 %   | 8,6 %  | …       | …      | …      |

## Керівництво губернії
У різні періоди управління губернією здійснювали посадовці: генерал-губернатори, правителі намісництва, губернатори, віце-губернатори.

### Генерал-губернатори
| П. І.Б.                   | Титул, чин, звання  | Час на посаді |
| ------------------------- | ------------------- | ------------- |
| Чернишов Захар Григорович | генерал-фельдмаршал | 1778—1782     |
| Пасек Петро Богданович    | генерал-аншеф       | 1782—1796     |

### Губернатор
| П. І. Б.                      | Титул, чин, звання | Час на посаді |
| ----------------------------- | ------------------ | ------------- |
| Каховський Михайло Васильович | генерал-майор      | 1773—1778     |

### Правителі намісництва
| П. І. Б.                      | Титул, чин, звання                          | Час на посаді   |
| ----------------------------- | ------------------------------------------- | --------------- |
| Каховський Михайло Васильович | генерал-майор                               | 1778—1779       |
| Пасек Петро Богданович        | генерал-поручик                             | 1779—1781       |
| Енгельгардт Микола Богданович | статський радник (дійсний статський радник) | 1781—1790       |
| Вязмітінов Сергій Кузьмич     | генерал-майор                               | 1791—1794       |
| Черемисинов Герасим Іванович  | дійсний статський радник                    | 1794—1796       |
| У складі Білоруської губернії |                                             | 12.1796—02.1802 |

## Земські установи
- У 1864 р. під час введення земських установ губернію залишено «неземською».
- У 1903 р. було прийнято «Положення про керування земським господарством у губерніях Вітебській, Волинській, Київській, Мінській, Могильовській, Подільській»[4], згідно з яким у губернії вводився модифікований порядок земського керування, із призначенням усіх членів земських управ і земських виборців «голосних» від уряду. Даний порядок був визнаний невдалим, після чого
- з 1910 р. розроблявся законопроєкт про введення в цих губерніях виборних земських установ, але також з виключеннями із загального порядку, спрямованими на відсторонення від участі в земствах землевласників польського походження.
- У 1911 р. прийняття даного закону супроводжувалося гострою політичною кризою (див. «Закон про земство в західних губерніях»). Виборне земство в цих шести губерніях діяло з 1912 р.[5].